# Uroboros (album)
 UROBOROS  è il settimo album del gruppo giapponese Dir En Grey.
L'album è stato pubblicato il 12 novembre 2008.
L'album prende il nome dal simbolo Ouroboros, che rappresenta il serpente che si morde la coda. Tale immagine rappresenta la continuità e il potere del circolo, sottolineando il tema della reincarnazione, idea propagata con forza dalla band durante la promozione. Il 1º gennaio 2012 viene pubblicata una ristampa dell'album, completamente remasterizzata e contenente tracce bonus, chiamata UROBOROS [Remastered & Expanded], che vede come ingegnere del suono Tue Madsen, lo stesso che ha curato Dum Spiro Spero.

## Tracce
Tutti i brani sono testo di Kyo e musica dei Dir en grey.
Dopo il titolo è indicata fra parentesi "()" la grafia originale del titolo.
1. SA BIR (SA BIR?) - 2:00
2. VINUSHKA (VINUSHKA?) – 9:37
3. RED SOIL (RED SOIL?) – 3:24
4. Doukoku to sarinu (慟哭と去りぬ?) - 3:48
5. Toguro (蜷局?) – 3:57
6. GLASS SKIN (GLASS SKIN?) - 4:27
7. STUCK MAN (STUCK MAN?) - 3:34
8. Reiketsu nariseba (冷血なりせば ?) - 3:33
9. Ware, yami tote... (我、闇とて･･･?) - 7:01
10. BUGABOO (BUGABOO?) - 4:43
11. Gaika, chinmoku ga nemuru koro (凱歌、沈黙が眠る頃 ?) - 4:22
12. DOZING GREEN (DOZING GREEN?) - 4:05
13. INCONVENIENT IDEAL (INCONVENIENT IDEAL?) - 4:23

UROBOROS [Remastered & Expanded]
1. SA BIR (SA BIR?) - 2:00
2. VINUSHKA (VINUSHKA?) – 9:37
3. RED SOIL (RED SOIL?) – 3:24
4. Doukoku to sarinu (慟哭と去りぬ?) - 3:48
5. Toguro (蜷局?) – 3:57
6. GLASS SKIN (GLASS SKIN?) - 4:27
7. STUCK MAN (STUCK MAN?) - 3:34
8. Reiketsu nariseba (冷血なりせば ?) - 3:33
9. Ware, yami tote... (我、闇とて･･･?) - 7:01
10. HYDRA  (HYDRA 666?) - 3:48
11. BUGABOO RESPIRA (BUGABOO RESPIRA?) – 5:37
12. BUGABOO (BUGABOO?) - 4:43
13. Gaika, chinmoku ga nemuru koro (凱歌、沈黙が眠る頃 ?) - 4:22
14. DOZING GREEN (DOZING GREEN?) - 4:05
15. INCONVENIENT IDEAL (INCONVENIENT IDEAL?) - 4:23

## Formazione
- Kyo (京?, Kyo): voce
- Kaoru (薫?, Kaoru): chitarra
- Die (Die?): chitarra
- Toshiya (Toshiya?): basso
- Shinya (Shinya?): batteria